# Azzurro (lied)
Azzurro is een single van Adriano Celentano. Het is afkomstig van zijn album Una carezza in un pugno. Het is een van de 73 singles op vinyl die de artiest uitbracht.
Azzurro is geschreven door Paolo Conte (het platenlabel vermeldde C. Conte), Michele Virano en Vito Pallavicini. Het lied gaat over liefde, eenzaamheid en de zomer in de stad. Het trio schreef het speciaal voor Celentano, voor wie Conte meer muziek had geschreven. Conte nam het pas zeventien jaar later zelf op. De eenzaamheid spreekt vanuit de eerste zin van het refrein: "Azzurro, il pomeriggio è troppo azzurro e lungo per me" (Letterlijk: "Blauw, de middag is te blauw en te lang voor mij").

## Hitnotering
De historie van de Single Top 100, Belgische BRT Top 30 (bestond nog niet) en de Vlaamse Ultratop 30 kennen het plaatje niet. Het verkocht bijzonder goed in Oostenrijk (nr. 1 notering) en Duitsland.

### Nederlandse Top 40
| Positie: | 34 | 30 | 39 | 28 | 30 | 40 |

### NPO Radio 2 Top 2000
Azzurro stond alleen in 2007 in de NPO Radio 2 Top 2000, op plek 1686.

## Covers
Een aantal artiesten stapte in de voetsporen van Celentano. Die Toten Hosen hadden er een bescheiden hit mee in Duitsland en Zwitserland. Zij hadden het genre wel inmiddels gewijzigd in punk. Ook Ricchi e Poveri hebben een versie opgenomen. Het lied werd ook wel vertaald, er zijn versies in het Deens, Kroatisch, Frans en Nederlands. In die laatste taal zong Willy Sommers het onder de originele titel in 1995. Ook André Rieu heeft het op plaat gezet.

### Eddie Becker
Een speciale vermelding verdient in deze rubriek de artiest Eddie Becker, zanger, diskjockey en televisiepresentator. Hij nam een versie op in een vertaling van Willem van Kooten (alias Joost den Draaijer) onder leiding van muziekproducent Peter Koelewijn. De titel M'n tante, die weet van wanten verscheen in 1968. Hij kon het succes van zijn vorige single Felicidad, de roddel van de stad niet evenaren. Hij haalde slechts vijf weken de tipparade van de Nederlandse Top 40. Zowel Becker, Van Kooten als Koelewijn waren destijds betrokken bij Radio Veronica, de omroep van de hitparade. Becker gaf slechts een handvol singles uit.
- Library of Congress Control Number: n2009028897
- MusicBrainz work: cf996a75-3afa-4832-aa79-b25c9c36a101
- Virtual International Authority File: 174356108